# كريس كيني (ملاكم)
كريس كيني (بالإنجليزية: Chris Kenny)‏ (1938 - 2 فبراير 2016) هو ملاكم نيوزلندي.